# Елшанка (Красноярский район)
Елша́нка — посёлок в Красноярском районе Самарской области, входит в состав сельского поселения Коммунарский.

## География
Посёлок находится на расстоянии примерно 23 км (по прямой) на северо-запад от села Красный Яр, административного центра района.

## Население
| 2010 |
| ---- |
| 3    |

### Национальный состав
Согласно результатам переписи 2002 года, в национальной структуре населения русские составляли 82 % из 11 чел.